# Nadine Aeberhard
Nadine Aeberhard, née le 28 mai 2002 à Urtenen-Schönbühl, est une coureuse cycliste suisse pratiquant le BMX.

## Carrière
Issue d'une famille passionnée de sport automobile et de motocross, Nadine Aeberhard pratique le BMX pour suivre les traces de son frère ainé Loris (né en 1999).
Aux mondiaux de BMX 2019, elle se classe cinquième de la course des juniors (17/18 ans). En 2021, elle devient championne d'Europe de BMX espoirs (moins de 23 ans). La saison suivante, elle est vice-championne du monde et d'Europe espoirs, battue à chaque fois par la Danoise Malene Kejlstrup Sørensen. En 2023, elle redevient championne d'Europe de BMX espoirs.
Le 27 avril 2024, à Tulsa, elle atteint pour la première fois la finale d'une manche de Coupe du monde élites et se classe quatrième. Un mois plus tard, elle décroche la médaille de bronze du championnat d'Europe derrière Zoé Claessens et Laura Smulders.

## Palmarès en BMX

### Championnats du monde
- Nantes 2022
  -  Médaillée d'argent du BMX espoirs

### Coupe du monde
- 2019 : 58e du classement général
- 2021 (espoirs) : 8e du classement général
- 2023 : 12e du classement général
- 2024 : 15e du classement général

### Championnats d'Europe
- Zolder 2021
  -  Championne d'Europe de BMX espoirs
- Dessel 2022
  -  Médaillée d'argent du BMX espoirs
- Besançon 2023
  -  Championne d'Europe de BMX espoirs
  -  Championne d'Europe du contre-la-montre par équipes en BMX
- Vérone 2024
  -  Médaillée de bronze du BMX

### Coupe d'Europe
- 2021 : 6e du classement général, vainqueur d'une manche
- 2023 : 9e du classement général
- 2024 : 6e du classement général

### Championnats de Suisse
- 2019
  - 2e du BMX juniors
- 2020
  -  Championne de Suisse de BMX juniors
- 2021
  - 2e du BMX
- 2022
  - 2e du BMX espoirs

## Palmarès en pump track
- 2019
  -  Médaillée d'argent du championnat du monde de pump track
- 2024
  -  Médaillée d'argent du championnat du monde de pump track